# Diuris behrii
Diuris behrii är en orkidéart som beskrevs av Diederich Franz Leonhard von Schlechtendal. Diuris behrii ingår i släktet Diuris och familjen orkidéer.
Artens utbredningsområde är Sydaustralien. Inga underarter finns listade i Catalogue of Life.